# Tuomas Saukkonen
Tuomas Saukkonen (Lahti, 18 marzo 1980) è un cantante e chitarrista finlandese.

## Biografia
Nel 1999 fonda i Before the Dawn come progetto solista, trasformandolo poi in band vera e propria in occasione delle prime performance live.
Il 10 gennaio 2013 annuncia l'intenzione di sciogliere i Before the Dawn e le sue altre band attive (Black Sun Aeon e RoutaSielu) per potersi concentrare interamente sul suo nuovo progetto Wolfheart.